# Orimarga saturnina
Orimarga saturnina är en tvåvingeart som beskrevs av Alexander 1943. Orimarga saturnina ingår i släktet Orimarga och familjen småharkrankar.
Artens utbredningsområde är Ecuador. Inga underarter finns listade i Catalogue of Life.